# ベイカー・ストリート
ベイカー・ストリート (Baker Street) は、ロンドンのシティ・オブ・ウェストミンスター内のメリルボーン地区に実在する南北方向の通りである。しばしばベイカー街とも訳される。

## 概要
街路の名は、18世紀に通りを敷設した建築家のウィリアム・ベイカーにちなむ。ベイカー街221Bに居住したと設定されている架空の名探偵シャーロック・ホームズと関わりの深い通りとして有名である。元来は高級住宅地だったが、現在は主に商業施設が立ち並ぶ。
NW1/W1の郵便番号が付された地域で、A41幹線道路の一部を成す等、混雑する通りである。リージェンツ・パークの南に位置するパーク・ロードとの交差点を北端として、グロスター・プレイスに並行して、メリルボーン・ロード、ポートマン・スクエア、ウィグモア・ストリートと順に交わる。ウィグモア・ストリートとの交差点を境にベイカー・ストリートはオーチャード・ストリートに切り替わり、オックスフォード・ストリートで終点を迎える。ポートマン・スクエア以後の区間はオーチャード・ストリートとして延びている。オーチャード・ストリートとオックスフォード・ストリートに挟まれた角には、イギリスの高級デパートとして知られるセルフリッジが店舗を構える。
地区内には、現存する世界最古の地下鉄駅の一つであるロンドン地下鉄のベイカー・ストリート駅が所在し、当該駅にはロンドン交通局の遺失物取扱所が隣接する。
1971年、ベイカー街にあるロイズ銀行の支店でベイカーストリート強盗事件(en:Baker Street robbery)が発生した。

## 著名な居住者・所在企業

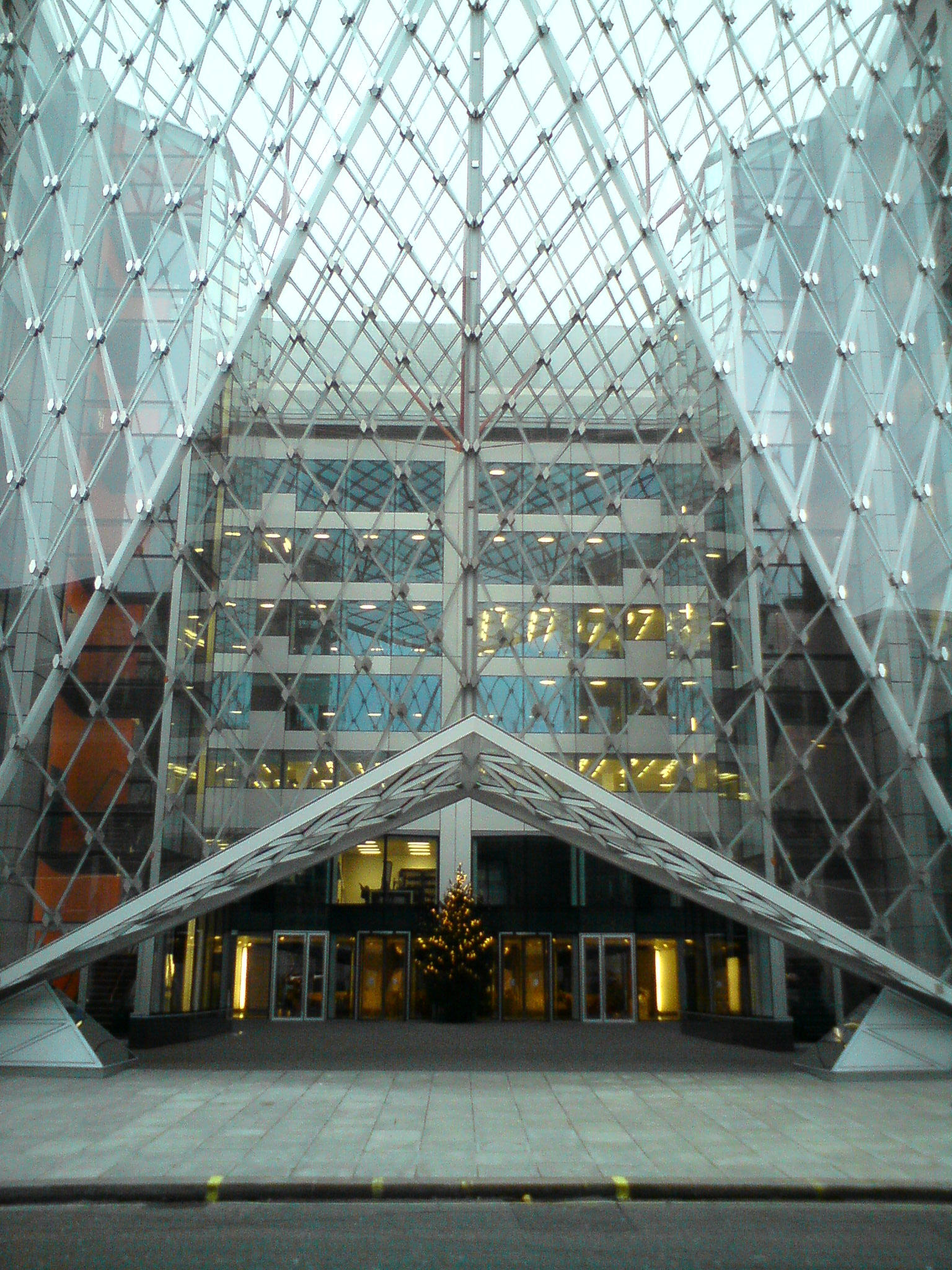
ベイカー街55

1835年、初めて蝋人形の常設展示を試みたマダム・タッソー館がベイカー街に開館した。この蝋人形の館は1884年に角を曲がってすぐのメリルボーン・ロード沿いに移転した。
1940年、特殊作戦執行部 (Special Operations Executive, SOE) の本部がベイカー街64へ移転した。SOEはしばしばシャーロック・ホームズの浮浪少年探偵団と同名の"ベイカー・ストリート・イレギュラーズ"と呼ばれた。
ビートルズが設立したアップル・コアは、1967年から1968年にかけて、ベイカー街94で洋装店「アップル・ブティック」を経営していた。
長年、イギリスの大手小売業者であるマークス&スペンサーの本社がベイカー街55の（同グループの"セント・ミカエル"のブランドになぞらえた名の）ミカエル・ハウスに入居していたが、2004年にパディントン・ベイスンへ移転した。旧社屋はイギリスで最もよく知られた企業の建物であり、現代的な商業複合ビルとして再開発された。
イギリスの女性歌手ダスティ・スプリングフィールドは1960年代にベイカー街に居住経験がある。

## 娯楽・文化の中のベイカー街

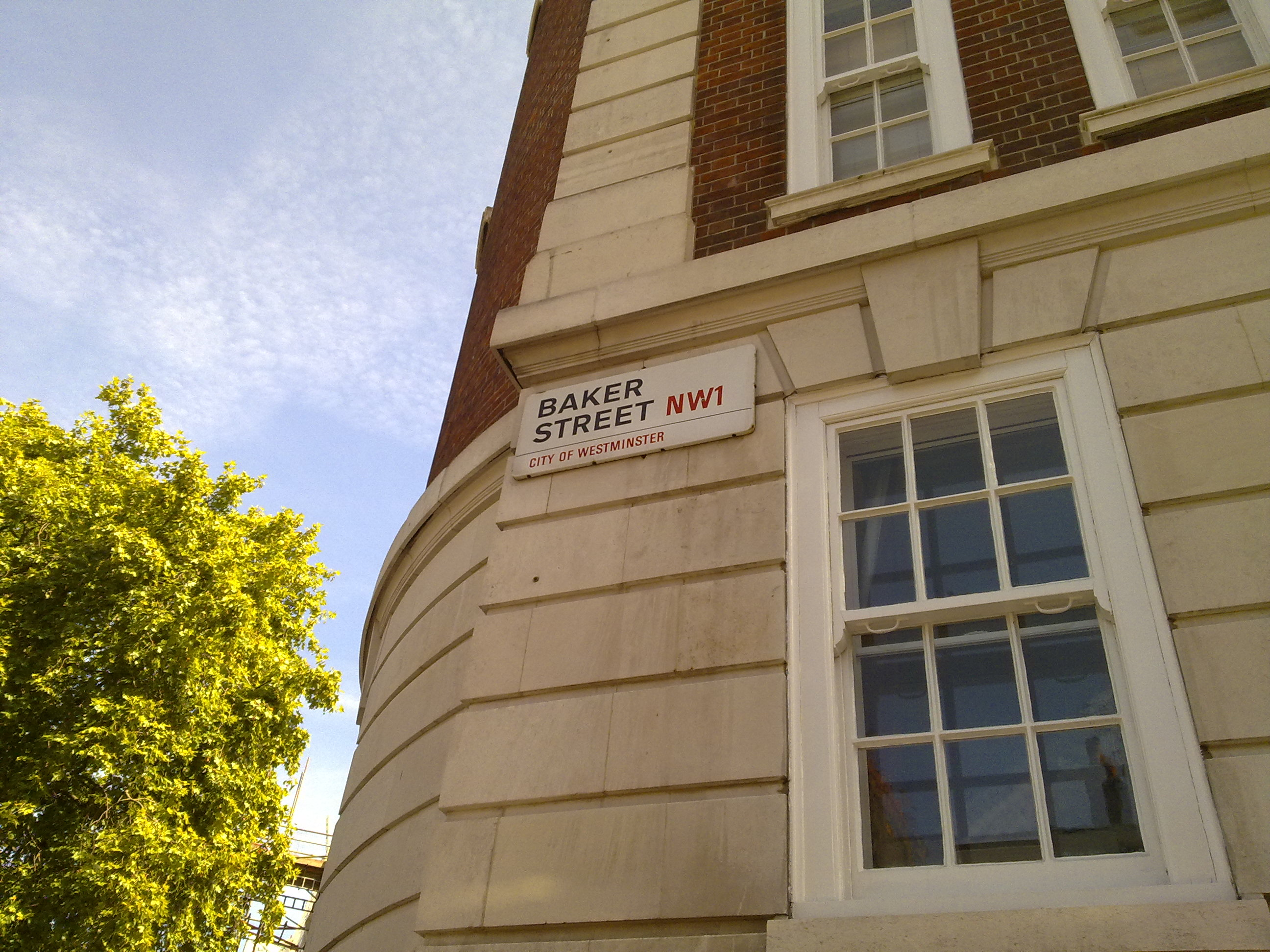
ベイカー・ストリートの標識

架空の世界では、シャーロック・ホームズを筆頭に、ネズミの名探偵バジル、セクストン・ブレイク、探偵カーランド・クロスがベイカー街に住んだことがある。
「霧のベイカー街」 (Baker Street) はジェリー・ラファティによる歌で、1978年にリリースされた。また、1999年には同名のアルバムも発表している。
「ベイカー・ストリートの女神」 (Baker St. Muse) は1975年発表のジェスロ・タルによるアルバム『天井桟敷の吟遊詩人』に収録された楽曲である。
イギリスのロックバンド、ローリング・ストーンズの歌『サム・ガールズ』ではベイカー街に関する言及がある。
アルバム『The Liberty of Norton Folgate』に収録されたマッドネスの楽曲 We Are London の曲中では、ロンドンでも有数の名所としてベイカー・ストリートの名が登場する。
2002年公開の『名探偵コナン ベイカー街の亡霊』にもベイカー街が物語の舞台として登場する。